# Morvant
Morvant è una città di Trinidad e Tobago, che si affaccia sulla costa dell'oceano Atlantico. Conta 3.788 abitanti.
Essa si affaccia sulla costa del Venezuela, infatti vi si contano circa 1.000 abitanti venezuelani.

## Storia
La città venne fondata nel 1967, ad opera dell'architetto Mark Johnson, ma nel 1971 essa venne semidistrutta da uno tsunami, proveniente dall'Oceano Atlantico. Nel 1978 la città venne ricostruita e da allora è rimasta intatta.

## Cultura

### Media
A Morvant ha sede TV 4, televisione di Trinidad e Tobago.